# Lijst van rijksmonumenten in Kampen (plaats)/Oudestraat
Een overzicht van de 151 rijksmonumenten in de stad Kampen gelegen aan of bij de Oudestraat.
| Object | Oorspronkelijke functie?  | Bouwjaar                                                                                                | Architect                                                | Locatie                       | Coördinaten?                  | Nr.?   | Afbeelding |
| --- | ------------------------- | --- | -------------------------------------------------------- | ----------------------------- | ----------------------------- | ------ | --- |
| Hoekpand met jongere winkelpui en lijstgevel onder schilddak met dakkapel | Woonhuis                  | 18e-19e eeuw                                                                                            |                                                          | Oudestraat 1                  | 52° 33' 19" NB, 5° 55' 13" OL | 23060  | Meer afbeeldingen |
| Pand met lijstgevel en jongere winkelpui | Werk-woonhuis             | 18e-19e eeuw                                                                                            |                                                          | Oudestraat 15                 | 52° 33' 20" NB, 5° 55' 11" OL | 23066  | Meer afbeeldingen |
| Pand met gepleisterde lijstgevel | Woonhuis                  | verm. 16e-17e eeuw 19e eeuw (gevel)                                                                     |                                                          | Oudestraat 17                 | 52° 33' 21" NB, 5° 55' 12" OL | 23067  | Meer afbeeldingen |
| Pand met geverfde lijstgevel en winkelpui | Werk-woonhuis             | 18e-19e eeuw (huis) 1875-1900 (pui)                                                                     |                                                          | Oudestraat 19                 | 52° 33' 21" NB, 5° 55' 11" OL | 23068  | Meer afbeeldingen |
| Pand met gepleisterde en van een lijst voorziene gevel | Werk-woonhuis             | verm. 17e eeuw ca. 1875 (gevel)                                                                         |                                                          | Oudestraat 21                 | 52° 33' 21" NB, 5° 55' 10" OL | 23069  | Meer afbeeldingen |
| Huis met lijstgevel met voorste deel van het pand onder schilddak met hoekpirons | Werk-woonhuis             | mog. 14e eeuw rond 1800 (gevel)                                                                         |                                                          | Oudestraat 25                 | 52° 33' 21" NB, 5° 55' 10" OL | 23070  | Huis met lijstgevel met voorste deel van het pand onder schilddak met hoekpirons                                      |
| Overbouwde gang met zijlisenen en lijst waarop een houten gesneden bekroning | Woonhuis                  | rond 1800                                                                                               |                                                          | bij Oudestraat 25             | 52° 33' 21" NB, 5° 55' 11" OL | 23071  | Meer afbeeldingen |
| Pand met gepleisterde lijstgevel en jongere winkelpui | Werk-woonhuis             | 18e-19e eeuw                                                                                            |                                                          | Oudestraat 27                 | 52° 33' 21" NB, 5° 55' 10" OL | 23072  | Meer afbeeldingen |
| Pand met geverfde lijstgevel en jongere winkelpui | Werk-woonhuis             | 18e-19e eeuw                                                                                            |                                                          | Oudestraat 29                 | 52° 33' 21" NB, 5° 55' 10" OL | 23073  | Meer afbeeldingen |
| Gerenoveerd pand met oudere bouwresten | Woonhuis                  | begin 17e eeuw (top) 1942 (rest.)                                                                       |                                                          | Oudestraat 31                 | 52° 33' 22" NB, 5° 55' 10" OL | 23074  | Meer afbeeldingen |
| Pand met geverfde lijstgevel | Werk-woonhuis             | 18e-19e eeuw                                                                                            |                                                          | Oudestraat 33                 | 52° 33' 23" NB, 5° 55' 10" OL | 23075  | Meer afbeeldingen |
| Pand met geverfde lijstgevel | Werk-woonhuis             | 18e-19e eeuw                                                                                            |                                                          | Oudestraat 35                 | 52° 33' 23" NB, 5° 55' 11" OL | 23076  | Meer afbeeldingen |
| De Zevenster | Werk-woonhuis             | waarsch. 14e eeuw midden 19e eeuw (gevel)                                                               |                                                          | Oudestraat 41                 | 52° 33' 23" NB, 5° 55' 9" OL  | 23077  | Meer afbeeldingen |
| Pand met lijstgevel, dakkapel en jongere winkelpui | Werk-woonhuis             | 14e/15e eeuw (kap) 18e-19e eeuw                                                                         |                                                          | Oudestraat 43                 | 52° 33' 23" NB, 5° 55' 8" OL  | 23078  | Meer afbeeldingen |
| Pand met geverfde lijstgevel en jongere winkelpui | Werk-woonhuis             | 1875-1925 (pui)                                                                                         |                                                          | Oudestraat 47                 | 52° 33' 24" NB, 5° 55' 7" OL  | 23079  | Meer afbeeldingen |
| Pand met geverfde lijstgevel en natuurstenen vensterdorpels | Werk-woonhuis             | |                                                          | Oudestraat 49                 | 52° 33' 24" NB, 5° 55' 7" OL  | 23080  | Meer afbeeldingen |
| Smal pand met gepleisterde lijstgevel en jongere winkelpui | Werk-woonhuis             | 17e-18e eeuw                                                                                            |                                                          | Oudestraat 51                 | 52° 33' 24" NB, 5° 55' 7" OL  | 23081  | Meer afbeeldingen |
| Pand met gepleisterde lijstgevel en jongere winkelpui | Werk-woonhuis             | 18e-19e eeuw                                                                                            |                                                          | Oudestraat 53                 | 52° 33' 24" NB, 5° 55' 7" OL  | 23082  | Meer afbeeldingen |
| Pand met geverfde lijstgevel en jongere winkelpui | Werk-woonhuis             | 1800-1850 (gevel) 1900-1925 (pui)                                                                       |                                                          | Oudestraat 57                 | 52° 33' 24" NB, 5° 55' 6" OL  | 23083  | Meer afbeeldingen |
| Huis met geverfde lijstgevel met lijst met consoles en winkelpui | Werk-woonhuis             | 1775-1800                                                                                               |                                                          | Oudestraat 59                 | 52° 33' 25" NB, 5° 55' 7" OL  | 23084  | Meer afbeeldingen |
| Pand met gepleisterde lijstgevel | Woonhuis                  | verm. 17e eeuw 19e eeuw (gevel)                                                                         |                                                          | Oudestraat 65                 | 52° 33' 25" NB, 5° 55' 6" OL  | 23085  | Meer afbeeldingen |
| Pand met geverfde lijstgevel en jongere winkelpui | Werk-woonhuis             | verm. 16e-17e eeuw 19e eeuw (gevel)                                                                     |                                                          | Oudestraat 67                 | 52° 33' 26" NB, 5° 55' 6" OL  | 23086  | Meer afbeeldingen |
| Pand met geverfde lijstgevel en jongere winkelpui | Werk-woonhuis             | verm. 16e-17e eeuw 19e eeuw (gevel)                                                                     |                                                          | Oudestraat 69                 | 52° 33' 26" NB, 5° 55' 5" OL  | 23087  | Meer afbeeldingen |
| Pand met geverfde lijstgevel en jongere winkelpui | Werk-woonhuis             | 18e-19e eeuw                                                                                            |                                                          | Oudestraat 71                 | 52° 33' 26" NB, 5° 55' 5" OL  | 23088  | Meer afbeeldingen |
| Pand met lijstgevel en jongere winkelpui | Werk-woonhuis             | 19e eeuw                                                                                                |                                                          | Oudestraat 73                 | 52° 33' 26" NB, 5° 55' 5" OL  | 23089  | Meer afbeeldingen |
| De Groene Vlinder | Werk-woonhuis             | verm. 16e-17e eeuw 19e eeuw (gevel)                                                                     |                                                          | Oudestraat 75                 | 52° 33' 26" NB, 5° 55' 5" OL  | 23090  | Meer afbeeldingen |
| Huis met lijstgevel en verbasterd klassicistische lijst | Werk-woonhuis             | 1775-1800                                                                                               |                                                          | Oudestraat 79                 | 52° 33' 27" NB, 5° 55' 5" OL  | 23091  | Meer afbeeldingen |
| Pand met lijstgevel, jongere pui en bakstenen schoorbogen tussen dit pand en nr. 85                                                                                                  | Werk-woonhuis             | 18e-19e eeuw                                                                                            |                                                          | Oudestraat 83                 | 52° 33' 27" NB, 5° 55' 5" OL  | 23092  | Meer afbeeldingen |
| Pand met gepleisterde lijstgevel, jongere winkelpui en bakstenen schoorbogen tussen dit pand en nr. 83                                                                               | Werk-woonhuis             | verm. 16e-17e eeuw 19e eeuw (gevel)                                                                     |                                                          | Oudestraat 85                 | 52° 33' 27" NB, 5° 55' 4" OL  | 23093  | Meer afbeeldingen |
| Huis met gepleisterde lijstgevel en jongere winkelpui | Werk-woonhuis             | 19e eeuw (gevel)                                                                                        |                                                          | Oudestraat 89                 | 52° 33' 27" NB, 5° 55' 4" OL  | 23094  | Meer afbeeldingen |
| Huis met geverfde lijstgevel | Werk-woonhuis             | 14e eeuw (achtergevel en delen muurwerk) midden 16e eeuw (verb.) late 18e eeuw (gevel)                  |                                                          | Oudestraat 91                 | 52° 33' 28" NB, 5° 55' 4" OL  | 23095  | Meer afbeeldingen |
| Hoekpand met in blokken gepleisterde lijstgevel met lijst voorzien van modillons | Werk-woonhuis             | 18e-19e eeuw                                                                                            |                                                          | Oudestraat 93                 | 52° 33' 28" NB, 5° 55' 4" OL  | 23096  | Meer afbeeldingen |
| Pand met voorgevel met kroonlijst, jongere winkelpui en dakkapel | Werk-woonhuis             | 1450-1500 (zij- en achtergevel)                                                                         |                                                          | Oudestraat 95                 | 52° 33' 28" NB, 5° 55' 4" OL  | 23097  | Meer afbeeldingen |
| Pand met gepleisterde lijstgevel en dakkapel | Werk-woonhuis             | verm. 16e-17e eeuw 19e eeuw (gevel)                                                                     |                                                          | Oudestraat 97                 | 52° 33' 28" NB, 5° 55' 4" OL  | 23098  | Meer afbeeldingen |
| Pand met geverfde lijstgevel, doorbroken kroonlijst en jongere winkelpui | Werk-woonhuis             | verm. 16e-17e eeuw 19e eeuw (gevel)                                                                     |                                                          | Oudestraat 101                | 52° 33' 28" NB, 5° 55' 3" OL  | 23099  | Meer afbeeldingen |
| Pand met lijstgevel en jongere winkelpui | Werk-woonhuis             | 18e-19e eeuw                                                                                            |                                                          | Oudestraat 105                | 52° 33' 29" NB, 5° 55' 3" OL  | 23100  | Meer afbeeldingen |
| Huis met vier traveeën brede lijstgevel op plint en met lijst voorzien van rococo-consoles                                                                                           | Werk-woonhuis             | 16e eeuw (pand) 1764 (gevel)                                                                            |                                                          | Oudestraat 107                | 52° 33' 29" NB, 5° 55' 3" OL  | 23101  | Meer afbeeldingen |
| Pand met lijstgevel en jongere winkelpui | Werk-woonhuis             | 19e eeuw (casco is ouder)                                                                               |                                                          | Oudestraat 111                | 52° 33' 29" NB, 5° 55' 2" OL  | 23102  | Meer afbeeldingen |
| Huis met in blokken gepleisterde lijstgevel met sierankers | Werk-woonhuis             | 17e eeuw                                                                                                |                                                          | Oudestraat 113                | 52° 33' 30" NB, 5° 55' 2" OL  | 23103  | Meer afbeeldingen |
| Int Schildt van Vranckrijck | Werk-woonhuis             | 1550-1600 (balklagen verdieping, kap) 1737 (gevel) 1850-1900 (gevel)                                    |                                                          | Oudestraat 115                | 52° 33' 30" NB, 5° 55' 2" OL  | 23104  | Meer afbeeldingen |
| Hoekpand met gepleisterde gevels en gemoderniseerde beganegrond | Werk-woonhuis             | verm. 16e-17e eeuw                                                                                      |                                                          | Oudestraat 117                | 52° 33' 30" NB, 5° 55' 2" OL  | 23105  | Meer afbeeldingen |
| Olde Vleyshuis | Werk-woonhuis             | 15e eeuw 1557 (verb.) 1939 (rest. gevel)                                                                | A.A. Kok (1939)                                          | Oudestraat 119                | 52° 33' 30" NB, 5° 55' 2" OL  | 23106  | Meer afbeeldingen |
| Pand met gepleisterde lijstgevel en jongere winkelpui | Werk-woonhuis             | 19e eeuw (gevel) 1900-1925 (pui)                                                                        |                                                          | Oudestraat 121                | 52° 33' 30" NB, 5° 55' 2" OL  | 23107  | Meer afbeeldingen |
| Pand met geverfde lijstgevel en jongere winkelpui | Werk-woonhuis             | 18e-19e eeuw                                                                                            |                                                          | Oudestraat 123                | 52° 33' 31" NB, 5° 55' 2" OL  | 23108  | Meer afbeeldingen |
| Pand met gepleisterde lijstgevel, sierankers en jongere winkelpui | Werk-woonhuis             | 18e-19e eeuw                                                                                            |                                                          | Oudestraat 125                | 52° 33' 31" NB, 5° 55' 1" OL  | 23109  | Meer afbeeldingen |
| Stadhuis van Kampen | Overheidsgebouw           | 1345-1350 1543 (herstel) 1894-1901 en 1913-'15 (rest.) ca. 1979 (rest.)                                 | P.J.H. Cuypers (1894-1901 en 1913-'15)                   | Oudestraat 133                | 52° 33' 32" NB, 5° 54' 60" OL | 23110  | Meer afbeeldingen |
| Nieuwe raadhuis | Bestuursgebouw en onderdl | laat-gotisch 17e-18e eeuw (verb.) 1830-'35 (verb.) 1954-'55 (verb.)                                     | N. Plomp (1830-'35) C.H. Grooten (1954-'55)              | Oudestraat 133                | 52° 33' 32" NB, 5° 54' 60" OL | 23111  | Meer afbeeldingen |
| Pand met restanten van de middeleeuwse stadsmuur | Omwalling                 | |                                                          | Oudestraat 147                | 52° 33' 34" NB, 5° 54' 58" OL | 23112  | Meer afbeeldingen |
| Pand met restanten van de middeleeuwse stadsmuur | Omwalling                 | |                                                          | Oudestraat 149                | 52° 33' 35" NB, 5° 54' 57" OL | 23113  | Pand met restanten van de middeleeuwse stadsmuur                                                                      |
| Pand met lijstgevel en jongere winkelpui en met restanten van de middeleeuwse stadsmuur                                                                                              | Omwalling                 | 18e-19e eeuw (gevel)                                                                                    |                                                          | Oudestraat 151                | 52° 33' 36" NB, 5° 54' 57" OL | 23114  | Meer afbeeldingen |
| Pand onder dwars zadeldak met lijstgevel en jongere winkelpui en met restanten van de middeleeuwse stadsmuur                                                                         | Werk-woonhuis             | 18e-19e eeuw (gevel)                                                                                    |                                                          | Oudestraat 153                | 52° 33' 35" NB, 5° 54' 57" OL | 23115  | Pand onder dwars zadeldak met lijstgevel en jongere winkelpui en met restanten van de middeleeuwse stadsmuur          |
| Pand onder dwars zadeldak met lijstgevel en jongere winkelpui en met restanten van de middeleeuwse stadsmuur                                                                         | Omwalling                 | 18e-19e eeuw (gevel)                                                                                    |                                                          | Oudestraat 155                | 52° 33' 35" NB, 5° 54' 57" OL | 23116  | Meer afbeeldingen |
| Pand met restanten van de middeleeuwse stadsmuur | Omwalling                 | |                                                          | Oudestraat 157A               | 52° 33' 36" NB, 5° 54' 57" OL | 23117  | Pand met restanten van de middeleeuwse stadsmuur                                                                      |
| Pand onder dwars schilddak met gepleisterde lijstgevel en jongere winkelpui en met restanten van de middeleeuwse stadsmuur                                                           | Omwalling                 | 19e eeuw (gevel)                                                                                        |                                                          | Oudestraat 157                | 52° 33' 36" NB, 5° 54' 57" OL | 23118  | Meer afbeeldingen |
| Waltoren en restanten van de middeleeuwse stadsmuur | Fort, vesting en -onderdl | |                                                          | achter Oudestraat 159 t/m 167 | 52° 33' 37" NB, 5° 54' 56" OL | 23119  | Upload foto |
| Pand met onregelmatig gevormde en gepleisterde lijstgevel met uitsteekkast onder dwars zadeldak                                                                                      | Woonhuis                  | 18e-19e eeuw 1800-1850 (uitsteekkast)                                                                   |                                                          | Oudestraat 161                | 52° 33' 36" NB, 5° 54' 56" OL | 23120  | Meer afbeeldingen |
| De Tap | Werk-woonhuis             | 19e eeuw                                                                                                |                                                          | Oudestraat 165                | 52° 33' 37" NB, 5° 54' 56" OL | 23121  | Meer afbeeldingen |
| Pand met gepleisterde lijstgevel onder dwars zadeldak | Woonhuis                  | 18e-19e eeuw                                                                                            |                                                          | Oudestraat 171                | 52° 33' 37" NB, 5° 54' 55" OL | 23122  | Meer afbeeldingen |
| Hoekpand met gepleisterde lijstgevel | Woonhuis                  | 18e-19e eeuw                                                                                            |                                                          | Oudestraat 173                | 52° 33' 37" NB, 5° 54' 55" OL | 23124  | Meer afbeeldingen |
| Pand met restanten van de middeleeuwse stadsmuur | Omwalling                 | |                                                          | Oudestraat 175                | 52° 33' 38" NB, 5° 54' 55" OL | 23126  | Pand met restanten van de middeleeuwse stadsmuur                                                                      |
| Pand met restanten van de middeleeuwse stadsmuur | Omwalling                 | |                                                          | Oudestraat 179                | 52° 33' 38" NB, 5° 54' 54" OL | 23128  | Pand met restanten van de middeleeuwse stadsmuur                                                                      |
| Pand met geverfde lijstgevel en jongere winkelpui onder dwars zadeldak en met restanten van de middeleeuwse stadsmuur                                                                | Werk-woonhuis             | 18e-19e eeuw                                                                                            |                                                          | Oudestraat 183-185            | 52° 33' 39" NB, 5° 54' 54" OL | 23129  | Meer afbeeldingen |
| Pand met geverfde lijstgevel en jongere winkelpui onder dwars zadeldak en met restanten van de middeleeuwse stadsmuur                                                                | Werk-woonhuis             | 18e-19e eeuw                                                                                            |                                                          | Oudestraat 187                | 52° 33' 39" NB, 5° 54' 54" OL | 23130  | Pand met geverfde lijstgevel en jongere winkelpui onder dwars zadeldak en met restanten van de middeleeuwse stadsmuur |
| Pand met restanten van de middeleeuwse stadsmuur | Omwalling                 | |                                                          | Oudestraat 189                | 52° 33' 39" NB, 5° 54' 53" OL | 23131  | Meer afbeeldingen |
| Pand met gepleisterde lijstgevel en jongere winkelpui en met restanten van de middeleeuwse stadsmuur                                                                                 | Werk-woonhuis             | 19e eeuw                                                                                                |                                                          | Oudestraat 191                | 52° 33' 39" NB, 5° 54' 53" OL | 23132  | Meer afbeeldingen |
| Pand met gepleisterde lijstgevel en met restanten van de middeleeuwse stadsmuur | Werk-woonhuis             | 18e-19e eeuw                                                                                            |                                                          | Oudestraat 193                | 52° 33' 39" NB, 5° 54' 53" OL | 23133  | Meer afbeeldingen |
| Pand met restanten van de middeleeuwse stadsmuur | Omwalling                 | |                                                          | Oudestraat 193                | 52° 33' 39" NB, 5° 54' 53" OL | 23134  | Pand met restanten van de middeleeuwse stadsmuur                                                                      |
| Pand met gepleisterde rechte gevel onder dwars zadeldak en met restanten van de middeleeuwse stadsmuur                                                                               | Omwalling                 | 18e-19e eeuw                                                                                            |                                                          | Oudestraat 197-199            | 52° 33' 44" NB, 5° 54' 49" OL | 23135  | Meer afbeeldingen |
| Pand met restanten van de middeleeuwse stadsmuur | Omwalling                 | |                                                          | Oudestraat 199 1              | 52° 33' 44" NB, 5° 54' 49" OL | 23136  | Pand met restanten van de middeleeuwse stadsmuur                                                                      |
| Pand met gepleisterde lijstgevel en jongere winkelruit | Werk-woonhuis             | 18e-19e eeuw                                                                                            |                                                          | Oudestraat 211                | 52° 33' 44" NB, 5° 54' 47" OL | 23137  | Meer afbeeldingen |
| Pand met gepleisterde voorgevel en laat-middeleeuwse zandstenen pui | Werk-woonhuis             | 1460-1540 (casco, achtergevel met onderpui) 18e-19e eeuw (voorgevel) 20e eeuw (kap, onderpui voorgevel) |                                                          | Oudestraat 215                | 52° 33' 44" NB, 5° 54' 46" OL | 23138  | Meer afbeeldingen |
| Laat-middeleeuws pand met schilddak en eenvoudige lijstgevel met cordonlijst en getoogde vensters                                                                                    | Werk-woonhuis             | late middeleeuwen 1850-1875 (gevel)                                                                     |                                                          | Oudestraat 217                | 52° 33' 44" NB, 5° 54' 46" OL | 23140  | Meer afbeeldingen |
| Hoekpand met gepleisterde lijstgevel | Werk-woonhuis             | 18e-19e eeuw                                                                                            |                                                          | Oudestraat 221                | 52° 33' 44" NB, 5° 54' 45" OL | 23141  | Meer afbeeldingen |
| Hoekpand met gepleisterde lijstgevel met winkelpui | Werk-woonhuis             | 18e-19e eeuw 1875-1900 (winkelpui)                                                                      |                                                          | Oudestraat 223                | 52° 33' 44" NB, 5° 54' 45" OL | 23142  | Meer afbeeldingen |
| Pakhuis met gepleisterde rechte gevel | Woonhuis                  | 18e-19e eeuw                                                                                            |                                                          | Oudestraat 227                | 52° 33' 45" NB, 5° 54' 44" OL | 23143  | Meer afbeeldingen |
| Verdiepingloos pand met gepleisterde lijstgevel | Boerderij                 | 18e-19e eeuw                                                                                            |                                                          | Oudestraat 229                | 52° 33' 44" NB, 5° 54' 44" OL | 23144  | Meer afbeeldingen |
| Pand met gepleisterde lijstgevel en jongere winkelpui | Woonhuis                  | 18e-19e eeuw 1906 (gevel)                                                                               |                                                          | Oudestraat 241                | 52° 33' 44" NB, 5° 54' 42" OL | 23145  | Meer afbeeldingen |
| Hoekpand met jongere winkelpui in lijstgevel met lijst met consoles | Werk-woonhuis             | 18e eeuw 1900-1925 (winkelpui)                                                                          |                                                          | Oudestraat 2                  | 52° 33' 19" NB, 5° 55' 11" OL | 23146  | Meer afbeeldingen |
| Huis met lijstgevel met gepleisterde pui, gevelsteen en dakkapel | Woonhuis                  | 18e-19e eeuw                                                                                            |                                                          | Oudestraat 4                  | 52° 33' 19" NB, 5° 55' 11" OL | 23147  | Meer afbeeldingen |
| Pand met gepleisterde lijstgevel en jongere winkelpui | Werk-woonhuis             | verm. 17e-18e eeuw 19e eeuw (gevel)                                                                     |                                                          | Oudestraat 8                  | 52° 33' 20" NB, 5° 55' 10" OL | 23148  | Meer afbeeldingen |
| Pand met geverfde lijstgevel en winkelpui onder dwars zadeldak | Werk-woonhuis             | verm. 17e-18e eeuw 19e eeuw (gevel)                                                                     |                                                          | Oudestraat 10                 | 52° 33' 20" NB, 5° 55' 9" OL  | 23149  | Meer afbeeldingen |
| Pand met gepleisterde woonhuisgevel onder dwars zadeldak | Werk-woonhuis             | verm. 17e-18e eeuw 19e eeuw (gevel)                                                                     |                                                          | Oudestraat 14                 | 52° 33' 21" NB, 5° 55' 10" OL | 23150  | Meer afbeeldingen |
| Pand met gepleisterde lijstgevel en winkelpuitje | Werk-woonhuis             | verm. 17e-18e eeuw 19e eeuw (gevel en pui)                                                              |                                                          | Oudestraat 16                 | 52° 33' 21" NB, 5° 55' 9" OL  | 23151  | Meer afbeeldingen |
| Pand met gepleisterde lijstgevel met ingezwenkte hoeken en winkelpuitje | Werk-woonhuis             | verm. 17e eeuw 1875-1900 (winkelpui)                                                                    |                                                          | Oudestraat 18                 | 52° 33' 21" NB, 5° 55' 9" OL  | 23152  | Meer afbeeldingen |
| Pand met lijstgevel, erker op verdieping en jongere winkelpui | Werk-woonhuis             | 19e eeuw (gevel, kern ouder)                                                                            |                                                          | Oudestraat 30                 | 52° 33' 22" NB, 5° 55' 8" OL  | 23153  | Meer afbeeldingen |
| Pand met lijstgevel en jongere winkelpui | Werk-woonhuis             | 19e eeuw (gevel, kern ouder)                                                                            |                                                          | Oudestraat 32                 | 52° 33' 22" NB, 5° 55' 7" OL  | 23154  | Meer afbeeldingen |
| Pand met lijstgevel en jongere winkelpui | Werk-woonhuis             | 19e eeuw (gevel, kern verm. ouder)                                                                      |                                                          | Oudestraat 34                 | 52° 33' 22" NB, 5° 55' 8" OL  | 23155  | Meer afbeeldingen |
| Pand met jongere winkelpui in gepleisterde lijstgevel met vroeg neogotisch fries | Werk-woonhuis             | 17e-18e eeuw ca. 1865 (gevel)                                                                           |                                                          | Oudestraat 36                 | 52° 33' 22" NB, 5° 55' 8" OL  | 23156  | Pand met jongere winkelpui in gepleisterde lijstgevel met vroeg neogotisch fries                                      |
| Huis met jongere winkelpui in lijstgevel onder dwars zadeldak mer versierde dakkapel                                                                                                 | Werk-woonhuis             | 18e eeuw 1875-1925 (winkelpui)                                                                          |                                                          | Oudestraat 44                 | 52° 33' 23" NB, 5° 55' 7" OL  | 23157  | Meer afbeeldingen |
| Huis met dakkapel en met winkelpui in lijstgevel met versierde lijst met consoles | Werk-woonhuis             | 1775-1800 1875-1900 (pui)                                                                               |                                                          | Oudestraat 46                 | 52° 33' 23" NB, 5° 55' 7" OL  | 23158  | Meer afbeeldingen |
| Pand met gepleisterde lijstgevel en jongere winkelpui | Werk-woonhuis             | 1850-1875 (gevel, kern ouder) 1900-1925 (winkelpui)                                                     |                                                          | Oudestraat 48                 | 52° 33' 23" NB, 5° 55' 6" OL  | 23159  | Pand met gepleisterde lijstgevel en jongere winkelpui                                                                 |
| Pand met gepleisterde lijstgevel en jongere winkelpui | Werk-woonhuis             | verm. 18e eeuw (kern) 19e eeuw (gevel)                                                                  |                                                          | Oudestraat 50                 | 52° 33' 23" NB, 5° 55' 6" OL  | 23160  | Pand met gepleisterde lijstgevel en jongere winkelpui                                                                 |
| Pand met gepleisterde lijstgevel en jongere winkelpui | Werk-woonhuis             | verm. 17e-18e eeuw 19e eeuw (gevel)                                                                     |                                                          | Oudestraat 56                 | 52° 33' 24" NB, 5° 55' 6" OL  | 23161  | Meer afbeeldingen |
| Pand met lijstgevel en winkelpui | Werk-woonhuis             | 19e eeuw (gevel, kern verm. ouder) 1875-1900 (winkelpui)                                                |                                                          | Oudestraat 58                 | 52° 33' 24" NB, 5° 55' 4" OL  | 23162  | Meer afbeeldingen |
| Huis met geverfde lijstgevel onder hoog schilddak | Werk-woonhuis             | 15e-16e eeuw                                                                                            |                                                          | Oudestraat 60                 | 52° 33' 24" NB, 5° 55' 5" OL  | 23163  | Meer afbeeldingen |
| Pand met gepleisterde lijstgevel en jongere winkelpui | Werk-woonhuis             | 17e-18e eeuw (kern)                                                                                     |                                                          | Oudestraat 62                 | 52° 33' 25" NB, 5° 55' 5" OL  | 23164  | Meer afbeeldingen |
| Pand met lijstgevel en jongere winkelpui | Werk-woonhuis             | 18e-19e eeuw (gevel) 1850-1875 (winkelpui)                                                              |                                                          | Oudestraat 66                 | 52° 33' 25" NB, 5° 55' 5" OL  | 23165  | Meer afbeeldingen |
| Pand met geverfde lijstgevel, dakkapel en jongere winkelpui | Werk-woonhuis             | 18e-19e eeuw                                                                                            |                                                          | Oudestraat 68                 | 52° 33' 25" NB, 5° 55' 5" OL  | 23166  | Meer afbeeldingen |
| Pand met klokgevel en jongere winkelpui | Werk-woonhuis             | 18e-19e eeuw 1900-1925 (winkelpui)                                                                      |                                                          | Oudestraat 70                 | 52° 33' 25" NB, 5° 55' 4" OL  | 23167  | Meer afbeeldingen |
| Huis met lijstgevel met lijst voorzien van eenvoudige compartimenten | Werk-woonhuis             | mog. 1350-1400 (kap) late 18e eeuw (gevel)                                                              |                                                          | Oudestraat 72                 | 52° 33' 25" NB, 5° 55' 3" OL  | 23168  | Meer afbeeldingen |
| Pand met geverfde rechte gevel en jongere winkelpui | Woonhuis                  | 18e-19e eeuw                                                                                            |                                                          | Oudestraat 74                 | 52° 33' 26" NB, 5° 55' 4" OL  | 23169  | Meer afbeeldingen |
| Pand met gepleisterde lijstgevel en jongere winkelpui | Werk-woonhuis             | verm. 17e-18e eeuw 19e eeuw (gevel)                                                                     |                                                          | Oudestraat 76                 | 52° 33' 26" NB, 5° 55' 4" OL  | 23170  | Meer afbeeldingen |
| Pand met lijstgevel en jongere winkelpui | Werk-woonhuis             | 18e-19e eeuw                                                                                            |                                                          | Oudestraat 78                 | 52° 33' 26" NB, 5° 55' 4" OL  | 23171  | Meer afbeeldingen |
| Pand met lijstgevel en jongere winkelpui | Werk-woonhuis             | 18e-19e eeuw                                                                                            |                                                          | Oudestraat 80                 | 52° 33' 26" NB, 5° 55' 4" OL  | 23172  | Meer afbeeldingen |
| Pand met gepleisterde lijstgevel, winkelpui en rechts een overbouwde gang | Werk-woonhuis             | 19e eeuw (gevel) 1800-1825 (winkelpui)                                                                  |                                                          | Oudestraat 82                 | 52° 33' 26" NB, 5° 55' 4" OL  | 23173  | Meer afbeeldingen |
| Pand met gepleisterde lijstgevel en jongere winkelpui | Werk-woonhuis             | verm. 17e-18e eeuw 19e eeuw (gevel)                                                                     |                                                          | Oudestraat 84                 | 52° 33' 26" NB, 5° 55' 3" OL  | 23174  | Meer afbeeldingen |
| Pand met kroonlijst met tandlijst en consoles, jongere winkelpui en hijsbalk | Werk-woonhuis             | verm. 18e eeuw 1800-1825 (kroonlijst)                                                                   |                                                          | Oudestraat 86                 | 52° 33' 27" NB, 5° 55' 3" OL  | 23175  | Meer afbeeldingen |
| Pand met gepleisterde lijstgevel met rondboogvensters, fries en jongere winkelpui | Woonhuis                  | verm. 17e-18e eeuw ca. 1860 (gevel)                                                                     |                                                          | Oudestraat 88                 | 52° 33' 27" NB, 5° 55' 3" OL  | 23176  | Meer afbeeldingen |
| Pand met forse lijstgevel, kroonlijst met modillons, cordonband en jongere winkelpui                                                                                                 | Woonhuis                  | 14e eeuw (muurwerk) 1893 (gevel) 1900-1925 (winkelpui)                                                  |                                                          | Oudestraat 92                 | 52° 33' 27" NB, 5° 55' 2" OL  | 23177  | Meer afbeeldingen |
| Pand met geverfde gevel en jongere winkelpui | Werk-woonhuis             | verm. 17e-18e eeuw                                                                                      |                                                          | Oudestraat 98                 | 52° 33' 28" NB, 5° 55' 2" OL  | 23178  | Pand met geverfde gevel en jongere winkelpui                                                                          |
| Pand met geverfde lijstgevel en jongere winkelpui | Werk-woonhuis             | 18e-19e eeuw                                                                                            |                                                          | Oudestraat 100                | 52° 33' 28" NB, 5° 55' 2" OL  | 23179  | Meer afbeeldingen |
| Pand met lijstgevel en jongere winkelpui | Werk-woonhuis             | 18e-19e eeuw                                                                                            |                                                          | Oudestraat 104                | 52° 33' 28" NB, 5° 55' 2" OL  | 23180  | Meer afbeeldingen |
| Pand met lijstgevel en jongere winkelpui | Werk-woonhuis             | 18e-19e eeuw                                                                                            |                                                          | Oudestraat 110                | 52° 33' 29" NB, 5° 55' 1" OL  | 23181  | Pand met lijstgevel en jongere winkelpui                                                                              |
| Hoekpand met geverfde gevel met kroonlijst en jongere winkelpui | Woonhuis                  | verm. 16e-17e eeuw 19e eeuw (kroonlijst)                                                                |                                                          | Oudestraat 116                | 52° 33' 29" NB, 5° 55' 0" OL  | 23182  | Hoekpand met geverfde gevel met kroonlijst en jongere winkelpui                                                       |
| Hoekpand met gepleisterde lijstgevel en art-deco-winkelpui | Werk-woonhuis             | 14e eeuw (achtergevel en delen muurwerk) 18e eeuw (zijgevel) ca. 1880 (voorgevel) ca. 1925 (pui)        |                                                          | Oudestraat 118                | 52° 33' 29" NB, 5° 55' 1" OL  | 23183  | Hoekpand met gepleisterde lijstgevel en art-deco-winkelpui                                                            |
| Pand met gepleisterde lijstgevel en jongere winkelpui | Werk-woonhuis             | verm. 17e-18e eeuw 1850-1875 (gevel)                                                                    |                                                          | Oudestraat 120                | 52° 33' 30" NB, 5° 55' 1" OL  | 23184  | Pand met gepleisterde lijstgevel en jongere winkelpui                                                                 |
| Pand met lijstgevel en jongere winkelpui | Woonhuis                  | verm. 17e eeuw 18e-19e eeuw (gevel)                                                                     |                                                          | Oudestraat 144                | 52° 33' 32" NB, 5° 54' 58" OL | 23185  | Meer afbeeldingen |
| Nieuwe Toren | Kerk en kerkonderdeel     | 1649-'53 (onderbouw) 1661 (balustrade) 1661-'63 (lantaarn) 1711-'14 (herstel) 1976-'80 (rest.)          | D. Jansz. P. Vingboons (1661-'63) P. de Groot (1976-'80) | Oudestraat 146                | 52° 33' 33" NB, 5° 54' 58" OL | 23186  | Meer afbeeldingen |
| Huis met winkelpui in gewijzigde klokgevel bekroond door houten geprofileerd lijstje                                                                                                 | Werk-woonhuis             | 18e-19e eeuw                                                                                            |                                                          | Oudestraat 152                | 52° 33' 33" NB, 5° 54' 56" OL | 23187  | Huis met winkelpui in gewijzigde klokgevel bekroond door houten geprofileerd lijstje                                  |
| Het Gotische Huis (Stedelijk Museum) | Woonhuis                  | rond 1500 1907-'08 (rest.) 1916-'18 (rest.)                                                             | P.J.H. Cuypers en A.J. Reijers (1907-'08)                | Oudestraat 158                | 52° 33' 34" NB, 5° 54' 57" OL | 23188  | Meer afbeeldingen |
| Pand met jongere winkelpui in lijstgevel met lijst met panelen en consoles | Woonhuis                  | 19e eeuw                                                                                                |                                                          | Oudestraat 160                | 52° 33' 34" NB, 5° 54' 57" OL | 23189  | Meer afbeeldingen |
| Huis met gepleisterde beganegrond met jongere winkelpui in lijstgevel met laat-gotische sporen en met gemetselde schoren die de Houtzagersteeg tussen de nrs. 162 en 164 overspannen | Werk-woonhuis             | 1500-1550 19e eeuw (gevel) 1800-1825 (winkelpui)                                                        |                                                          | Oudestraat 162                | 52° 33' 34" NB, 5° 54' 56" OL | 23190  | Meer afbeeldingen |
| Pand met jongere winkelpui in versierde gevel en met gemetselde schoren die de Houtzagersteeg tussen de nrs. 162 en 164 overspannen                                                  | Werk-woonhuis             | ca. 1740 (gevel) 1875-1925 (winkelpui)                                                                  |                                                          | Oudestraat 164                | 52° 33' 35" NB, 5° 54' 56" OL | 23191  | Meer afbeeldingen |
| Huis met geverfde lijstgevel met lijst met tandlijst en met jongere winkelpui | Woonhuis                  | 1775-1900                                                                                               |                                                          | Oudestraat 166                | 52° 33' 35" NB, 5° 54' 56" OL | 23192  | Meer afbeeldingen |
| Pand met jongere gevelversieringen, met zware kroonlijst en met een lijst boogvormig bekroonde dakkapel                                                                              | Werk-woonhuis             | 18e eeuw midden 18e eeuw (gevel) 19e eeuw (versieringen in gevel)                                       |                                                          | Oudestraat 168                | 52° 33' 35" NB, 5° 54' 55" OL | 23193  | Meer afbeeldingen |
| Huis met witgeverfde lijstgevel en jongere winkelpui | Werk-woonhuis             | 19e eeuw                                                                                                |                                                          | Oudestraat 170                | 52° 33' 35" NB, 5° 54' 55" OL | 23194  | Meer afbeeldingen |
| Huis met in blokken gepleisterde lijstgevel met consoles en met jongere winkelpui | Werk-woonhuis             | 1800-1850 1850-1900 (winkelpui)                                                                         |                                                          | Oudestraat 172                | 52° 33' 35" NB, 5° 54' 56" OL | 23195  | Meer afbeeldingen |
| Pand met eenvoudige lijstgevel en winkelpui | Werk-woonhuis             | 19e eeuw (gevel)                                                                                        |                                                          | Oudestraat 174                | 52° 33' 35" NB, 5° 54' 56" OL | 23196  | Meer afbeeldingen |
| Pand met gepleisterde lijstgevel en jongere winkelpui | Werk-woonhuis             | verm. 16e-17e eeuw 19e eeuw (gevel)                                                                     |                                                          | Oudestraat 176                | 52° 33' 36" NB, 5° 54' 56" OL | 23197  | Meer afbeeldingen |
| Pand met lijstgevel en jongere winkelpui | Werk-woonhuis             | verm. 16e-17e eeuw 18e-19e eeuw (gevel)                                                                 |                                                          | Oudestraat 178                | 52° 33' 36" NB, 5° 54' 55" OL | 23198  | Pand met lijstgevel en jongere winkelpui                                                                              |
| Pand met lijstgevel en jongere winkelpui | Werk-woonhuis             | verm. 16e-17e eeuw (kern) 19e eeuw (gevel)                                                              |                                                          | Oudestraat 180                | 52° 33' 36" NB, 5° 54' 55" OL | 23199  | Meer afbeeldingen |
| Huis met geverfde in- en uitgezwenkte topgevel, siersteen en jongere winkelpui | Woonhuis                  | 1780 |                                                          | Oudestraat 184                | 52° 33' 36" NB, 5° 54' 55" OL | 23200  | Huis met geverfde in- en uitgezwenkte topgevel, siersteen en jongere winkelpui                                        |
| Pand met tuitgevel en jongere winkelpui | Werk-woonhuis             | 18e eeuw (gevel)                                                                                        |                                                          | Oudestraat 188                | 52° 33' 36" NB, 5° 54' 54" OL | 23201  | Meer afbeeldingen |
| Pand met geverfde lijstgevel en eenvoudige winkelpui | Werk-woonhuis             | 18e-19e eeuw                                                                                            |                                                          | Oudestraat 190                | 52° 33' 36" NB, 5° 54' 54" OL | 23202  | Meer afbeeldingen |
| Pand met gepleisterde lijstgevel, dakkapel en jongere winkelpui | Werk-woonhuis             | verm. 16e-17e eeuw (kern) 19e eeuw (gevel)                                                              |                                                          | Oudestraat 194                | 52° 33' 37" NB, 5° 54' 54" OL | 23203  | Meer afbeeldingen |
| Pand met geverfde lijstgevel en gepleisterde pui | Werk-woonhuis             | verm. 16e-17e eeuw (kern)                                                                               |                                                          | Oudestraat 196                | 52° 33' 37" NB, 5° 54' 54" OL | 23204  | Meer afbeeldingen |
| Pand met geverfde lijstgevel, dakkapel en jongere winkelpui | Werk-woonhuis             | 17e-18e eeuw                                                                                            |                                                          | Oudestraat 198                | 52° 33' 37" NB, 5° 54' 54" OL | 23205  | Meer afbeeldingen |
| Pand met verminkte en geverfde gevel | Werk-woonhuis             | verm. 17e-18e eeuw (kern)                                                                               |                                                          | Oudestraat 204                | 52° 33' 38" NB, 5° 54' 53" OL | 23206  | Meer afbeeldingen |
| Pand met gepleisterde lijstgevel, dakkapel, muurankers, paneeldeuren op de verdieping en winkelpui                                                                                   | Werk-woonhuis             | ca. 1500 (delen gevel) ca. 1870 (winkelpui)                                                             |                                                          | Oudestraat 206                | 52° 33' 38" NB, 5° 54' 53" OL | 23207  | Meer afbeeldingen |
| Pand met eenvoudige lijstgevel en jongere winkelpui | Werk-woonhuis             | 18e-19e eeuw (gevel, kern verm. ouder)                                                                  |                                                          | Oudestraat 208                | 52° 33' 38" NB, 5° 54' 53" OL | 23208  | Meer afbeeldingen |
| Pand met geverfde rechte gevel en eenvoudige winkelpui | Werk-woonhuis             | 18e-19e eeuw 1875-1900 (winkelpui)                                                                      |                                                          | Oudestraat 210                | 52° 33' 38" NB, 5° 54' 53" OL | 23209  | Meer afbeeldingen |
| Pand met eenvoudige lijstgevel en jongere winkelpui | Werk-woonhuis             | 19e eeuw (gevel)                                                                                        |                                                          | Oudestraat 214                | 52° 33' 39" NB, 5° 54' 52" OL | 23210  | Meer afbeeldingen |
| Voorm. Van Heutszkazerne | Militair verblijfsgebouw  | 1851-'63 1855-'56 (excercitieloods) 1874 (schoolgebouw)                                                 | N. Plomp en P. Bondam P. Bondam (1855-'56)               | Oudestraat 216-218            | 52° 33' 40" NB, 5° 54' 50" OL | 23211  | Meer afbeeldingen |
| Pand met geverfde lijstgevel en dakkapel | Werk-woonhuis             | 18e-19e eeuw                                                                                            |                                                          | Oudestraat 228                | 52° 33' 42" NB, 5° 54' 49" OL | 23212  | Meer afbeeldingen |
| Pand met regelmatig ingedeelde en gepleisterde lijstgevel | Werk-woonhuis             | 19e eeuw                                                                                                |                                                          | Oudestraat 232                | 52° 33' 43" NB, 5° 54' 49" OL | 23213  | Meer afbeeldingen |
| Pand met geverfde lijstgevel, dakkapel en cafépui | Werk-woonhuis             | 19e eeuw                                                                                                |                                                          | Oudestraat 240                | 52° 33' 43" NB, 5° 54' 48" OL | 23214  | Meer afbeeldingen |
| Pand met gepleisterde lijstgevel en eenvoudige winkelpui | Werk-woonhuis             | 19e eeuw                                                                                                |                                                          | Oudestraat 242                | 52° 33' 43" NB, 5° 54' 48" OL | 23215  | Meer afbeeldingen |
| Hoekpand met klokgevel met sierankers, in blokken gepleisterde zijgevels en jongere winkelpui (voorm. brouwerij De Vijgh)                                                            | Woonhuis                  | 1687 1900-1925 (winkelpui)                                                                              |                                                          | Oudestraat 246                | 52° 33' 44" NB, 5° 54' 44" OL | 23216  | Meer afbeeldingen |
| De Wereld (voorm. brouwerij De Vijgh) | Werk-woonhuis             | 1685 |                                                          | Oudestraat 248                | 52° 33' 44" NB, 5° 54' 44" OL | 23217  | Wereld De Wereld (voorm. brouwerij De Vijgh)                                                                          |
| Huis met door driehoekig fronton bekroonde klokgevel en jongere winkelpui | Werk-woonhuis             | 1675-1700                                                                                               |                                                          | Oudestraat 252                | 52° 33' 44" NB, 5° 54' 43" OL | 23218  | Huis met door driehoekig fronton bekroonde klokgevel en jongere winkelpui                                             |
| Uit baksteen opgetrokken (winkel)woonhuis van drie verdiepingen met lijstgevel | Werk-woonhuis             | 1450-1550 (kern) 19e eeuw (gevel)                                                                       |                                                          | Oudestraat 13                 | 52° 33' 20" NB, 5° 55' 12" OL | 444706 | Meer afbeeldingen |
| Ondiep woonhuis met restanten van de middeleeuwse stadsmuur | Woonhuis                  | late 19e eeuw (gevel)                                                                                   |                                                          | Oudestraat 177                | 52° 33' 38" NB, 5° 54' 54" OL | 449010 | Meer afbeeldingen |
| Hoekpand van twee bouwlagen met detaillering in art-nouveaustijl | Werk-woonhuis             | rond 1900                                                                                               | G.B. Broekema                                            | Oudestraat 124                | 52° 33' 31" NB, 5° 54' 60" OL | 512037 | Meer afbeeldingen |
| Rechthoekig pand van twee bouwlagen met detaillering in art-nouveaustijl | Werk-woonhuis             | 1900-'01                                                                                                | G.B. Broekema                                            | Oudestraat 148                | 52° 33' 33" NB, 5° 54' 58" OL | 512040 | Meer afbeeldingen |